# Karolina Markiewicz
Karolina Markiewicz es una deportista polaca que compite en piragüismo en la modalidad de aguas tranquilas. Ganó una medalla de plata en el Campeonato Europeo de Piragüismo de 2017, en la prueba de K2 1000 m.

## Palmarés internacional
| Campeonato Europeo | Campeonato Europeo | Campeonato Europeo | Campeonato Europeo |
| Año                | Lugar              | Medalla            | Competición        |
| ------------------ | ------------------ | ------------------ | ------------------ |
| 2017               | Plovdiv (Bulgaria) | Medalla de plata   | K2 1000 m          |